# إبراهيم البجلاتي
إبراهيم البجلاتي (1961 -) هو طبيب وشاعر مصري.

## حياته ونشأته
وُلد إبراهيم البجلاتي بمدينة المنصورة عام 1961 وتخرج في كلية الطب، ثم حصل على درجة الماجستير في جراحة المسالك البولية من مركز الكلى، لأب موظف، وكان الابن الخامس بين سبعة أبناء. تعلق إبراهيم البجلاتي بالقراءة منذ طفولته، فكان يذهب إلى المكتبات العامة خلال إجازة الصيف، وكان كتاب حكايات كليلة ودمنة هو أول كتاب يشتريه لنفسه، ثم اجتذبته أشعار علي محمود طه، وصلاح عبد الصبور فأحب الشعر، وبدأ في كتابة الشعر الرومانسي وهو لا يزال في المرحلة الثانوية. انخرط البجلاتي بعد ذلك في دراسته الجامعية بكلية الطب، ثم في غرف العمليات بعد أن تخصص كجراح للمسالك البولية، وتنقل أثناء عمله بين مصر وفرنسا والكويت، وهناك ترجم كتاب تاريخ الطب من اللغة الفرنسية إلى العربية والذي صدر عام 2002 ضمن سلسلة عالم المعرفة التي يصدرها المجلس الأعلى للثقافة والفنون والآداب بالكويت، ثم عاد إلى مصر لينشر أول دواوينه الشعرية عام 2003 وهو ديوان «تدريب على على المنظر الطبيعي» الذي صدر عن دار ميريت للنشر والتوزيع بالقاهرة.
سافرإبراهيم البجلاتي بعد ذلك إلى المملكة العربية السعودية، وهناك بدأ في كتابة الرواية، فكانت رواية «سيندروم» التي صدرت عام 2009 عن دار الدار للنشر والتوزيع بالقاهرة هي باكورة إنتاجه الروائي، ثم كتب روايته الثانية «كلب المعمل» التي ما كاد ينتهي منها حتى اندلعت ثورة الخامس والعشرين من يناير بمصر، فعاد إلى مصر وقضى عشرة أيام بين المحتجين بميدان التحرير حتى إعلان تنحي الرئيس الأسبق محمد حسني مبارك في فبراير 2011.

## أعماله
ألف إبراهيم البجلاتي العديد من المؤلفات التي تنوعت ما بين الدواوين الشعرية، والروايات، كما ترجم عدداً من الكتب من الفرنسية إلى العربية، وفيما يلي بعضاً من أعماله المؤلفة والمترجمة:

### المؤلفات
- تدريب على المنظر الطبيعي (شعر): صدر عام 2003 عن دار ميريت للنشر والتوزيع بالقاهرة.
- البحر الصغير (شعر): صدر عام 2004 عن دار إيزيس للنشر والتوزيع بالقاهرة.
- سيندروم (رواية): صدرت عام 2009 عن دار الدار للنشر والتوزيع بالقاهرة.
- أنا في عزلته (شعر): صدر عام 2014 عن دار بدائل للنشر والتوزيع بالقاهرة.
- حكاية مطولة عن تمساح نائم (شعر): صدر عام 2017 عن دار ميريت للنشر والتوزيع بالقاهرة.
- وماذا يفعل الرومانسيون غير ذلك (شعر): صدر عام 2018 عن الهيئة المصرية العامة للكتاب بالقاهرة.
- شاي وبرتقال وأجنحة خضراء (شعر): صدر عام 2020.

### التراجم
- تاريخ الطب.. من فن المداواة إلى علم التشخيص: كتاب في تاريخ الطب للكاتب تشارلز سورنيا، وصدرت نسخته المترجمة إلى العربية من ترجمة إبراهيم البجلاتي عام 2002 عن المجلس الوطني للثقافة والفنون والآداب بالكويت ضمن سلسلة «عالم المعرفة».[7]

## جوائز
حظي الشاعروالروائي إبراهيم البجلاتي بتكريم العديد من الجهات، وحصل على العديد من الجوائز الأدبية، ومن أهمها:
- جائزة مهرجان «ما بعد الكورونا» من مجلس إدارة أتيليه العرب للثقافة والفنون «ضي» عام 2020 عن ديوانه «شاي وبرتقال وأجنحة خضراء».